# Exochorda
Exochorda ist eine Pflanzengattung aus der Familie der Rosengewächse (Rosaceae).

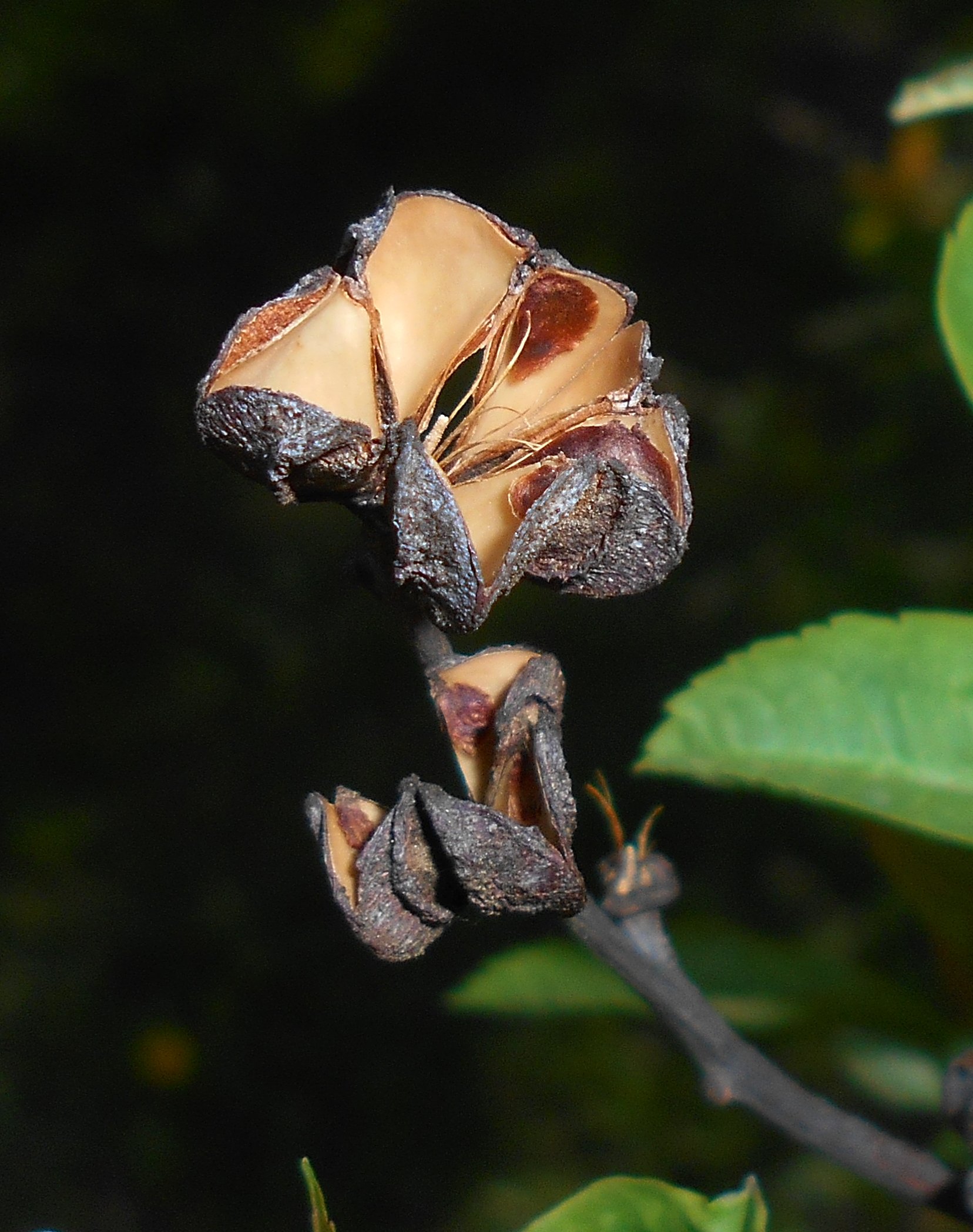
Fruchtstand von Exochorda serratifolia

## Beschreibung
Exochorda-Arten sind unbestachelte, laubabwerfende Sträucher. Ihre Blätter stehen wechselständig, sind einfach, ganzrandig oder am Rand gezähnt, Nebenblätter sind vorhanden.
Der Blütenstand ist eine endständige Traube mit 5 bis 10 Blüten. Die großen Blüten sind fünf-, selten vierzählig und haben einen Durchmesser von 25 bis 40 Millimeter. Der Blütenbecher ist glocken- bis umgekehrt zapfenförmig, ein Außenkelch fehlt. Die Kelchblätter liegen dachziegelartig übereinander, die Kronblätter sind weiß und genagelt.
Die fünfzehn bis dreißig Staubblätter stehen in Gruppen von drei bis fünf vor den Kronblättern und sind durch größere Zwischenräume separiert. Der deutlich ausgebildete Diskus ist kranzförmig und grün. Die fünf Fruchtblätter sind mit dem Blütenbecher nicht verwachsen, aber seitlich miteinander verwachsen. Die Narben sind verbreitert. Es finden sich zwei parallel zueinander verlaufende, von der Spitze herabhängende Samenanlagen.
Die Frucht ist eine Sammelbalgfrucht aus fünf Einzelbälgen mit holzigem Perikarp und ein oder zwei Samen je Balg. Die Chromosomenzahl beträgt 2n = 16.

## Verbreitung
Exochorda kommt in Asien von Sibirien über China und Korea bis Japan vor.

## Systematik
Die Gattung wurde 1858 von John Lindley erstbeschrieben. Sie wird eingeordnet in die Tribus Osmaronieae, Supertribus Kerriodae der Unterfamilie Spiraeoideae. Es werden etwa vier Arten unterschieden, die aber von manchen Autoren auch als Unterarten einer Art Exochorda racemosa zusammengefasst werden: 
- Exochorda giraldii Hesse: Sie kommt in zwei Varietäten in Anhui, Gansu, Hebei, Henan, Hubei, Shaanxi, Shanxi, Sichuan und Zhejiang in Höhenlagen von 600 bis 2000 Metern Meereshöhe vor.[3]
- Exochorda korolkowii Lavallée: Sie kommt in Zentralasien vor.[1]
- Exochorda racemosa (Lindl.) Rehder: Sie kommt in Henan, Jiangsu, Jiangxi und Zhejiang vor.[3]
- Exochorda serratifolia S.Moore: Sie kommt in Hebei, Liaoning und in Korea vor.[3]